# Anadara hyphalopilema
Anadara hyphalopilema is een tweekleppigensoort uit de familie van de Arcidae. De wetenschappelijke naam van de soort is voor het eerst geldig gepubliceerd in 1962 door G.B. Campbell.